# Abdel-Kader Telmissany
 (mars 2023).
Si vous disposez d'ouvrages ou d'articles de référence ou si vous connaissez des sites web de qualité traitant du thème abordé ici, merci de compléter l'article en donnant les références utiles à sa vérifiabilité et en les liant à la section « Notes et références ».
Abdel-Kader el-Telmissany est un réalisateur, producteur, scénariste, documentariste et accessoirement critique et écrivain égyptien, né au Caire, le 11 décembre 1924, et mort au Caire, le 11 septembre 2003. Il est mieux connu comme étant l'un des pionniers du cinéma documentaire égyptien. Il est également le frère de Kamel el-Telmissany, l'un des pionniers du réalisme dans le cinéma égyptien, et de Hassan el-Telmissany, un autre pionnier du cinéma documentaire égyptien. Il est également le père de la romancière égyptienne May Telmissany et l'oncle du célèbre directeur de la photographie Tarek el-Telmissany.
Abdel-Kader étudie le cinéma à Paris, où il obtient son diplôme de l'EDEC en 1950 et un second diplôme de l'Institue de filmologie à la Sorbonne en 1952. En 1953, il participe à la création du "Comité de la culture cinématographique" (lagnet el-thakafa el-sinima'iya) chez Émile Bahari avec Saad Nadim, Salah el-Tohami, Kamel Youssef, Salah Abou Seif, Mohammed Abu-Seif, Abdel Fatah el-Bili et Hassan el-Telmissany. Ce comité a publié la première traduction arabe de "La Technique du film" du réalisateur russe Vsevolod Poudovkine, traduit par Salah el-Tohami, ainsi que la première traduction arabe d'un scénario étranger, "La Mère" de Vsevolod Poudovkine, traduit par Kamal Abdel-Halim. Ce comité a également publié, pour la première fois en langue arabe, un scénario de film, "Hourreya Masriya", écrit par Abdel-Kader Telmissany lui-même. 
En 1957, Abdel-Kader crée une compagnie de production et de distribution. La compagnie commence par importer le film soviétique "La Mère", mais la censure a interdit la projection du film. Abdel-Kader doit fermer cette compagnie. En 1968, il crée avec son frère Hassan la compagnie "Les Frères Telmissany", la première compagnie égyptienne à se spécialiser dans la production de films documentaires.
En 1964, il met en scène la pièce de théâtre "Al-Bar al-Gharbi" (La Terre occidentale), écrite par Mohammed Anani. En 1971, il réalise une série télévisée, adaptée du roman de Tawfiq al-Hakim, "Bank el-Qalaq" (La Banque de l'Anxiété). 
En 1992, il est primé au festival du film documentaire d'Ismaïlia pour l'ensemble de son œuvre. À cette occasion, un livre dédié à sa mémoire est publié par Adli Dahibi.
Abdel-Kader a traduit vers l'arabe plusieurs pièces de théâtre, notamment d'Anton Tchekhov, Bertolt Brecht, Franz Kafka et Eugène Ionesco. Il a également écrit plusieurs feuilletons pour la radio, adaptés d'œuvres par Tawfiq al-Hakim et Abderrahman Cherkaoui.

## Filmographie
- 1957: Al-Aragoz fil-Ma'raka (La marionnette sur le champ de bataille) - Documentaire, 5'
- 1960: Al-Mahasil el-Hakliya (Les récoltes à la campagne) - Documentaire, 15'
- 1960: Al-Basatin wal-Khodar (Les champs et la verdure) - Documentaire, 15'
- 1960: Al-Tharwa al-Hayawaniya (La richesse de la faune) - Documentaire, 15'
- 1960: Zira'at al-Dorra (La culture du maïs) - Documentaire, 15'
- 1960: Gibal Sina (Les montagnes du Sinaï) - Documentaire, 10'
- 1961: Deir Sainte-Catherine (Le monastère de Sainte-Catherine) - Documentaire, 10'
- 1962: Al-Ikhwan al-Sadikan (Les frères amis) - Fiction, 30'
- 1963: Fil Sa'ada el-Zawgiya (Du bonheur marital) - Fiction (TV), 60'
- 1964: Al-Yom al-'Azim (Le jour grandiose) - Documentaire, 20'
- 1964: Tawsi' Qanat el-Sweis (L'élargissement du Canal de Suez) - Documentaire, 10'
- 1965: Masr 1952-1965 (L'Égypte, 1952-1965) - Documentaire, 15'
- 1966: Al-Sad el-'Aly (Le haut barrage d'Assouan) - Documentaire, 10'
- 1966: Ged'an el-Boheira (Les gars du lac) - Documentaire, 10'
- 1967: Fan el-Fallahin (L'art des paysans) - Documentaire, 20'
- 1968: Arba'at ashr qarnan 'ala nozoul el-Qor'an el-Karim (14 siècles depuis la descente du Coran) - Documentaire, 10'
- 1969: Al-Mofawadat al-Gama'iya l-'Omal el-Betrol (Les négociations collectives des ouvriers du pétrole) - Documentaire, 25'
- 1971: Al-Ma' wal-Haya (L'eau et la vie) - Documentaire, 30'
- 1972: Rihla fi Kitab Wasf Masr (Voyage dans la "Description de l'Égypte") - Documentaire, 30'
- 1973: Dar el-Fan fil-Qaria (Studio d'art au village) - Documentaire, 30'
- 1973: Al-Fas wal-Qalam (La hache et la plume) - Documentaire, 10'
- 1974: Nihayat Barleif (La fin de Bar-Lev) - Documentaire, 11'
- 1974: Fnoun el-Khatt el-Arabi (L'art de la calligraphie arabe) - Documentaire, 20'
- 1974: Zakharef Arabiya (Motifs arabes) - Documentaire, 20'
- 1975: Qesset Shagara (L'histoire d'un arbre) - Fiction pour enfants, 25'
- 1975: Al-Halaqa al-Mafqouda (L'épisode perdu) - Fiction (TV), 25'
- 1975: Zakharef Qebteya (Motifs coptes) - Documentaire, 30'
- 1977: El-Mosha el-Sharif (Le Saint Coran) - Documentaire, 20'
- 1978: Sahara Safari (Safari au désert) - Documentaire, 30'
- 1979: Enfegar (Explosion) - Documentaire, 60'
- 1979: Sebaq ma' el-Bashar (Course avec l'humanité) - Documentaire, 30'
- 1982: Sina' el-Harb wal-Salam (Sinai: La guerre et la paix) - Documentaire, 20'
- 1982: Sina' 'alam el-Badw (Sinai: L'univers des Bédouins) - Documentaire, 20'
- 1982: Sina' Ard el-Adian (Sinai: La terre des religions) - Documentaire, 20'
- 1984: Sina' Mosha Alami (Sinai: Marche mondiale) - Documentaire, 30'
- 1984: Knouz Ra's Mohammad (Les trésors de Ras Mohammad) - Documentaire, 30'
- 1985: Al-Dimoqratiya fi-Masr (La démocratie en Égypte) - Documentaire, 30'
- 1986: Qahirat el-Mamalik (Le Caire des Mamelouks) - Documentaire, 30'
- 1986: Masr 'atiqa (L'Égypte rustique) - Documentaire, 30'
- 1986: El-Amal sharaf (Le travail c'est l'honneur) - Documentaire, 40'
- 1991: Bena' Omma (La construction d'une nation) - Documentaire, 30'
- 1992: Al-Qariya el-Farouneya (Le village pharaonique) - Documentaire, 50'
- 1992: Safinet Nouh (L'arche de Noé) - Fiction pour enfants, 20'
- 1992: Naqat Saleh (La chamelle de Saleh) - Fiction pour enfants, 20'
- 1992: Youssef wa-Ekhwatoh (Youssef et ses frères) - Fiction pour enfants, 23'
- 1992: Moussa wa-Far3oun (Moïse et le Pharaon) - Fiction pour enfants, 20'
- 1992: Al-Abd el-Saleh (L'esclave loyal) - Fiction pour enfants, 17'
- 1992: Soliman wa-Malekat Saba' (Soliman et la Reine de Saba) - Fiction pour enfants, 18'
- 1992: Sabr Ayoub (La patience de Job) - Fiction pour enfants, 15'
- 1992: Ashab el-Fil (Le peuple de l'Éléphant) - Fiction pour enfants, 22'
- 1995: Al-Hadara wal-Ta'mir (La civilisation et le développement) - Documentaire, 50'